# Pont Saint-Michel
Il Pont Saint-Michel è un ponte di Parigi che attraversa la Senna. La sua prima costruzione risale al 1378 dopo di che è stato ricostruito diverse volte, l'ultima delle quali nel 1857.
Esso collega la place Saint-Michel (sulla riva sinistra) al boulevard du Palais sull'île de la Cité. Deve il proprio nome alla prossimità ad una cappella consacrata all'Arcangelo Michele che si trovava nel palazzo reale (all'altezza del n. 8 dell'attuale Palazzo di Giustizia, a sud-est della Sainte-Chapelle.
).
L'altro ponte, situato sul suo prolungamento verso nord e collegante il "boulevard du Palais" a Place du Châtelet sulla riva destra è il pont au Change.

## Storia
Questo ponte, costruito inizialmente nel 1378, fu ricostruito più volte e l'ultima ricostruzione ha avuto luogo nel 1857.

### Il ponte in pietra del 1378
La costruzione di un ponte in pietra fu decisa nel 1353 dal Parlamento di Parigi, dopo aver preso accordi con il capitolo della cattedrale di Notre-Dame, il prevosto di Parigi e la borghesia cittadina. La sua ubicazione fu fissata a valle del Petit-Pont, nell'asse di rue Saint-Denis, del Grand-Pont sulla riva destra della Senna e della rue de la Harpe, sulla riva sinistra, consentendo così l'attraversamento diretto dell'île de la Cité.
Il prevosto di Parigi di allora, Hugues Aubriot fu incaricato del controllo dell'opera finanziata dal re. La costruzione si sviluppò dal 1379 al 1387. Una volta terminata l'opera fu chiamata dai parigini Pont-Neuf (da non confondere con l'attuale Pont Neuf), Petit-Pont-Neuf o Pont Saint-Michel detto le Pont-Neuf).
Fatto abituale nel Medioevo, il ponte fu rapidamente ricoperto di case, che furono travolte, insieme al ponte, dalla Senna nel 1407.

### Il ponte in legno del 1408

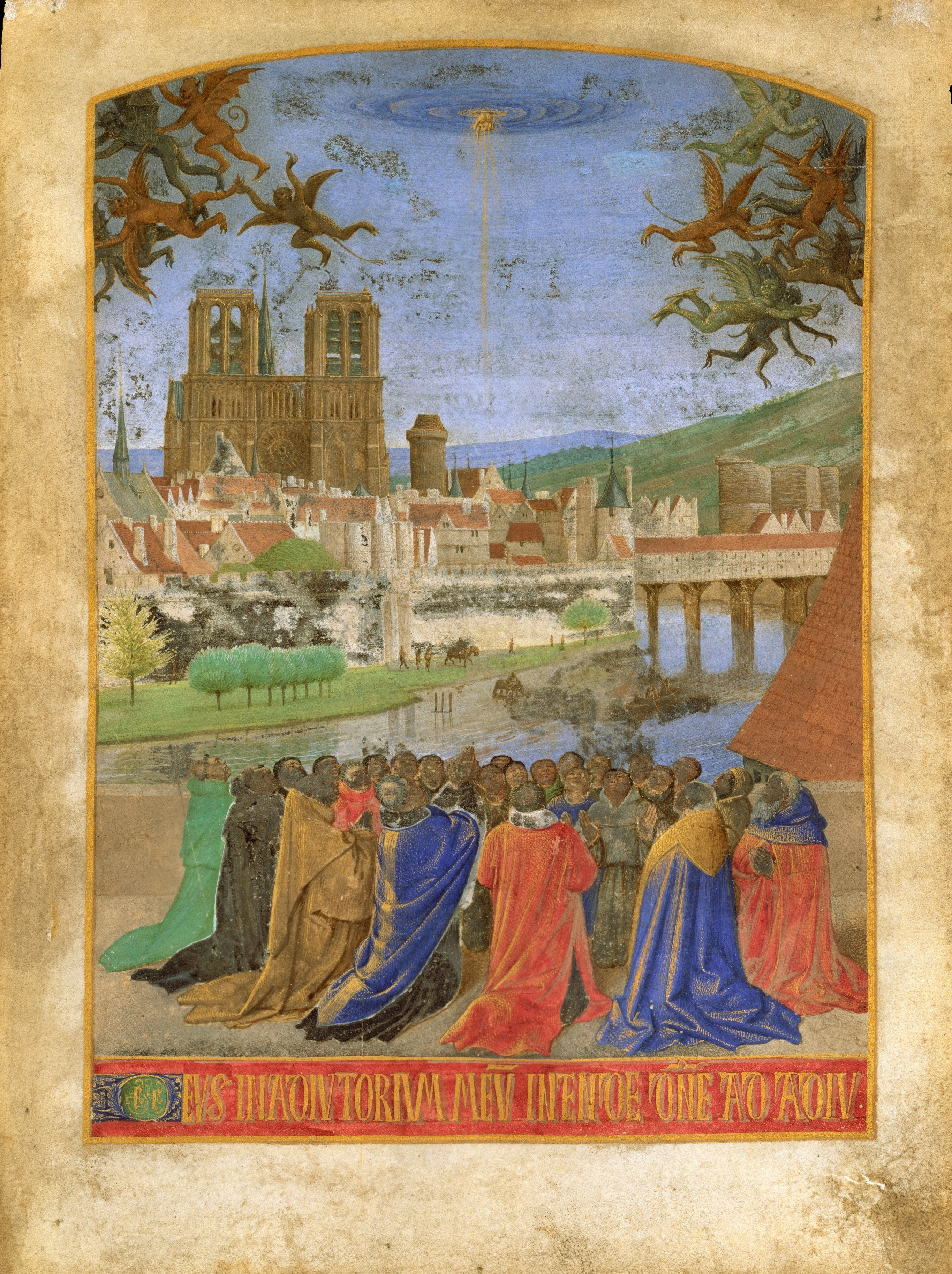
Il pont Saint-Michel visibile in La Main de Dieu protégeant les fidèles, miniatura del Livre d'heures d'Étienne Chevalier di Jean Fouquet, (tra il 1452 e il 1460).

A causa delle difficoltà conosciute dal regno di Francia durante la guerra dei cento anni, il ponte fu immediatamente ricostruito, ma in legno, nel 1408. Essendo tuttavia questo materiale molto meno resistente della pietra del precedente ponte, il parlamento di Parigi decise di assegnare nel 1444 gli incassi delle ammende alla manutenzione del ponte.
L'aspetto di questo secondo ponte è noto da una miniatura presente nel Libro d'Ore di Étienne Chevalier di Jean Fouquet. Esso si rivela come un ponte che si posa su alti pilastri di legno come le case in legno, torchis o gesso, avendo la particolarità di essere ricoperte da un unico tetto lungo tutta l'estensione del ponte.
Questo nuovo ponte ricevette nel 1424 il nome di San Michele per la sua vicinanza alla Cappella di san Michele posta entro la cinta del palazzo. Esso fu a sua volta distrutto da una piena della Senna nel 1547.

### Il ponte in legno del 1547
Il pont Saint-Michel fu allora ricostruito rapidamente in legno. Andò tuttavia anch'esso distrutto il 30 gennaio 1616.

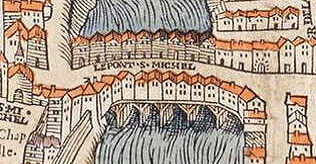
Il ponte nel 1550 sulla pianta di Truschet e Hoyau.
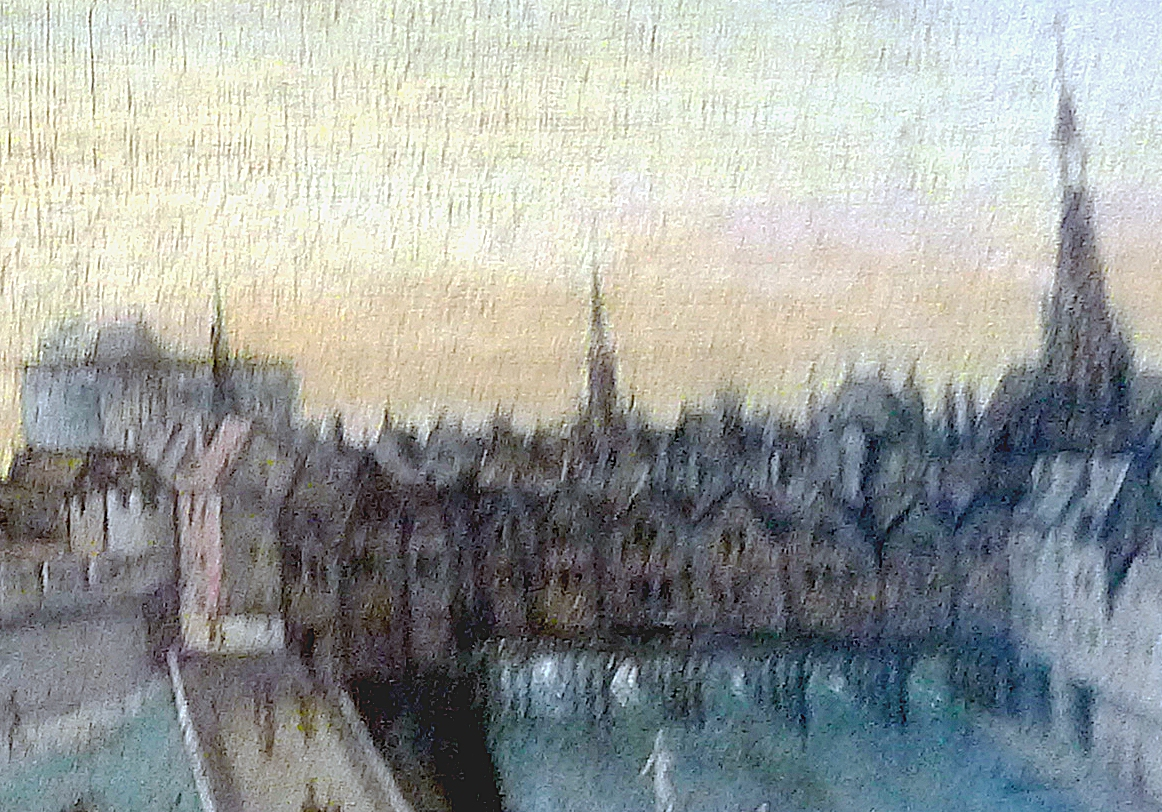
Il pont Saint-Michel con i suoi pilastri in legno e le sue case, verso il 1577  (dettaglio d'un quadro, museo Carnavalet).

### Il ponte in pietra del 1616
A questo ponte, ricostruito in pietra, furono sovrapposte 32 case che furono distrutte all'inizio del XIX secolo a seguito di un decreto imperiale del 1807. Fu l'ultimo ponte prima dell'opera attuale.

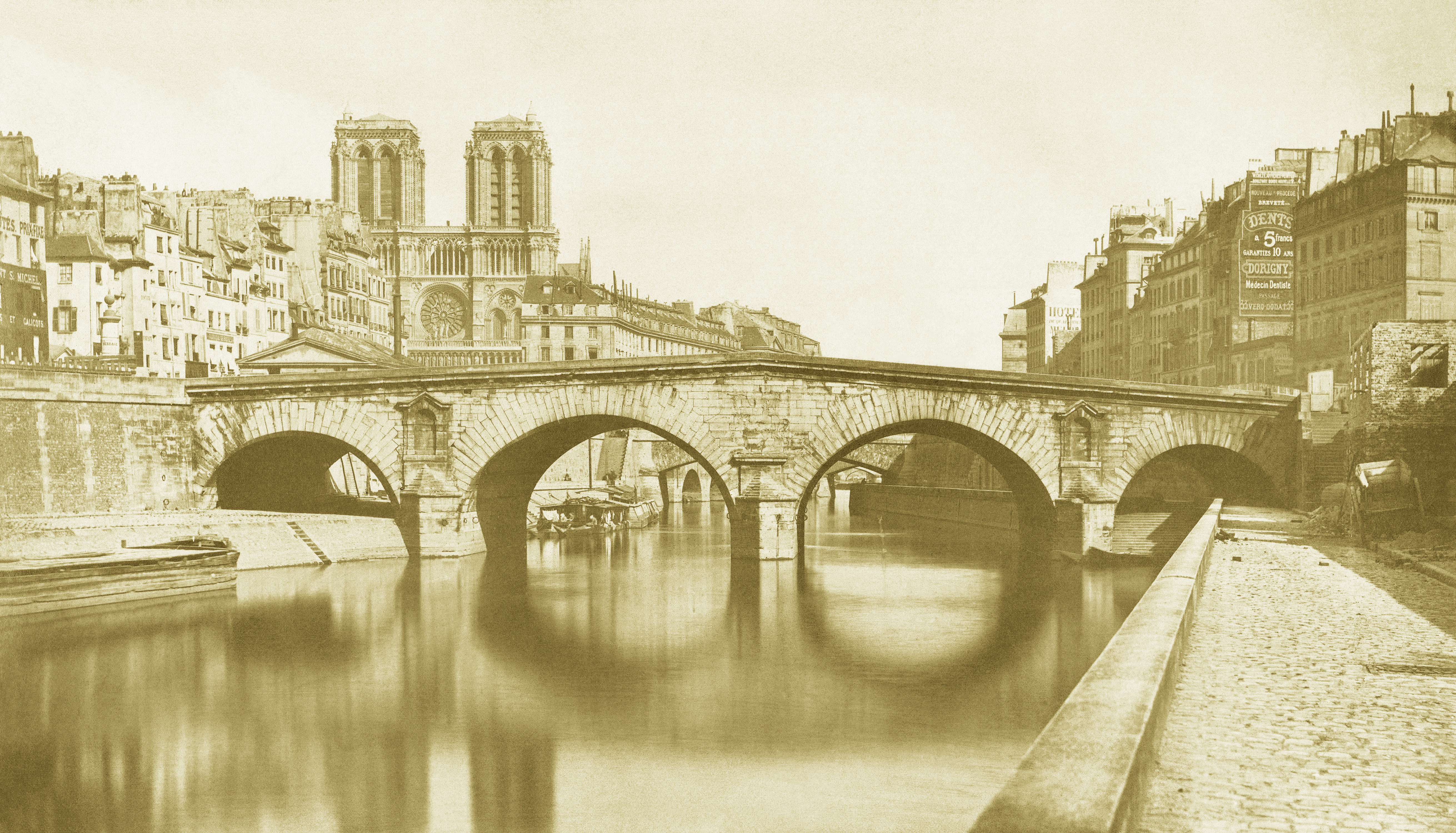
Il pont Saint-Michel del 1616 liberato delle sue case nel 1857.

## Il ponte attuale

### Descrizione
Il ponte attuale costruito nel 1857 è lungo 62 metri e largo 30; esso è costituito da tre arcate a tutto sesto. Al centro dell'imposta di ciascun arco figura una « N », a ricordo dell'emblema imperiale di Napoleone III.
Il ponte fu progettato dagli architetti Paul-Martin Gallocher de Lagalisserie e Paul Vaudrey.

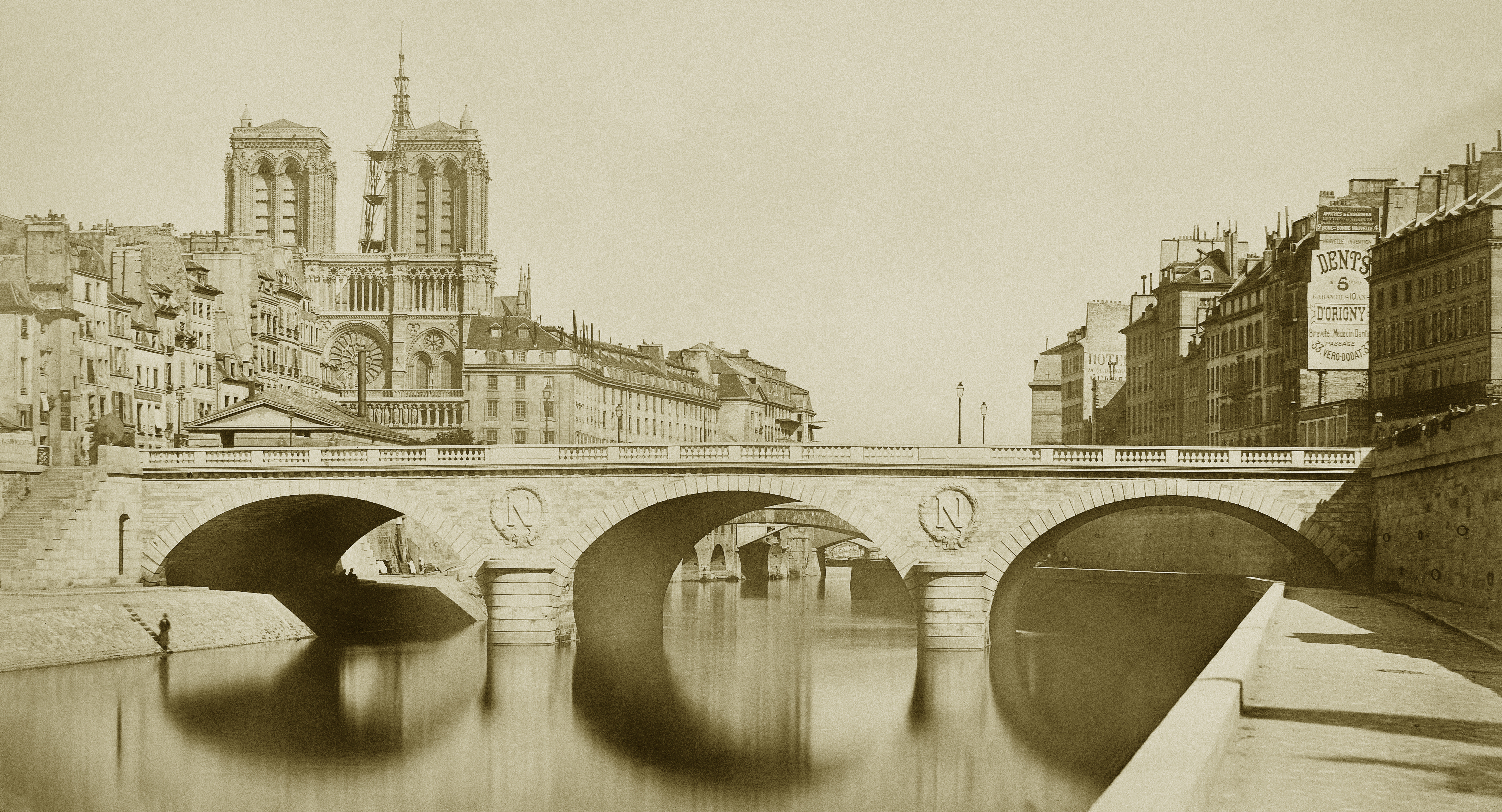
Il nuovo pont Saint-Michel nel 1859.
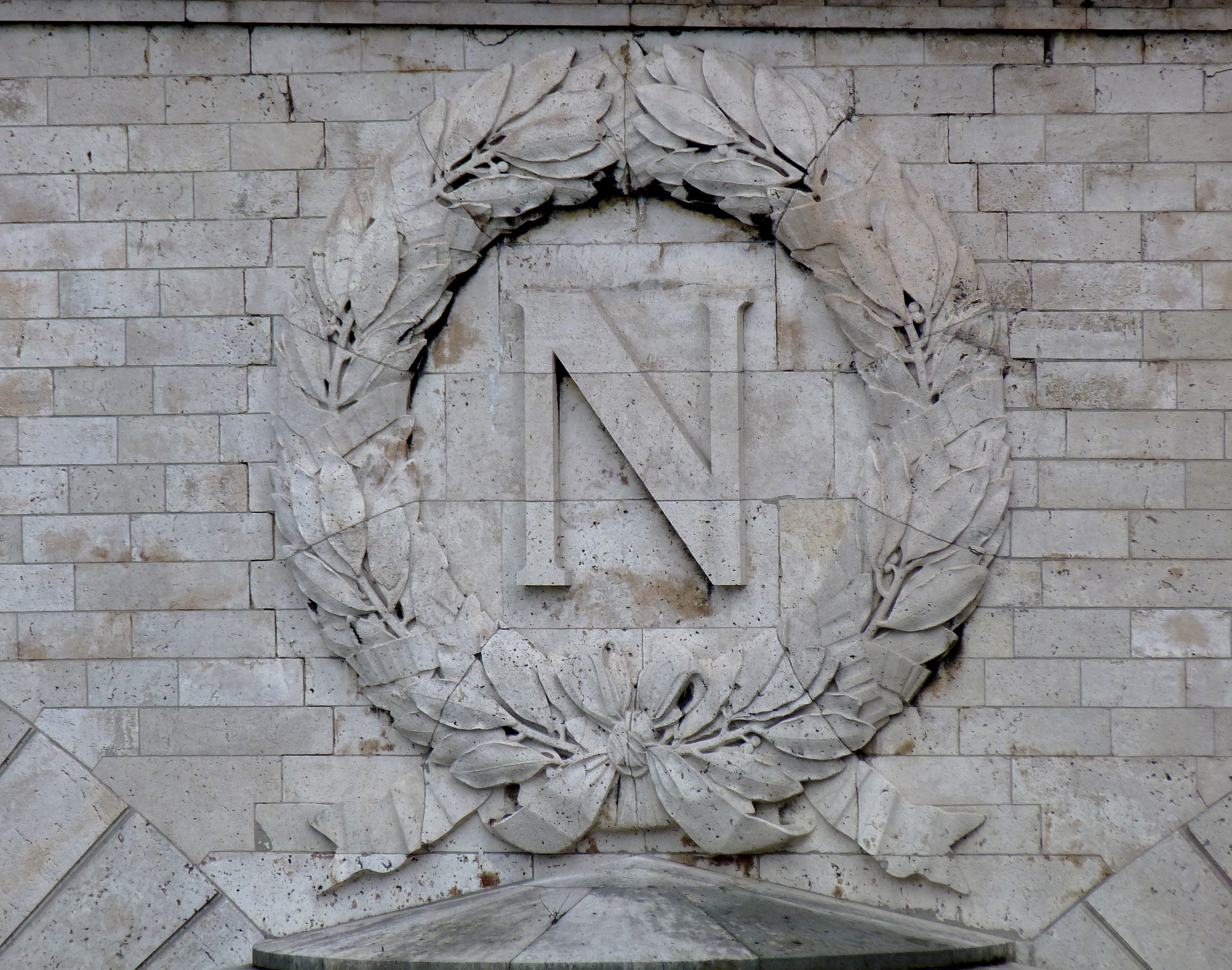
La « N » di Napoleone III.

Sul medesimo modello, ricostruito nella stessa epoca, il pont au change attraversa la Senna allineato verso la riva destra.
Durante il 2009 e il 2010, la città di Parigi fece effettuare lavori di sostituzione del parapetto in pietra. Non essendo più in uso la cava da cui proveniva il materiale lapideo delle balaustre originali, la pietra che le sostituì proveniva dalle cave di Comblanchien (Côte-d'Or).

### Galleria di fotografie

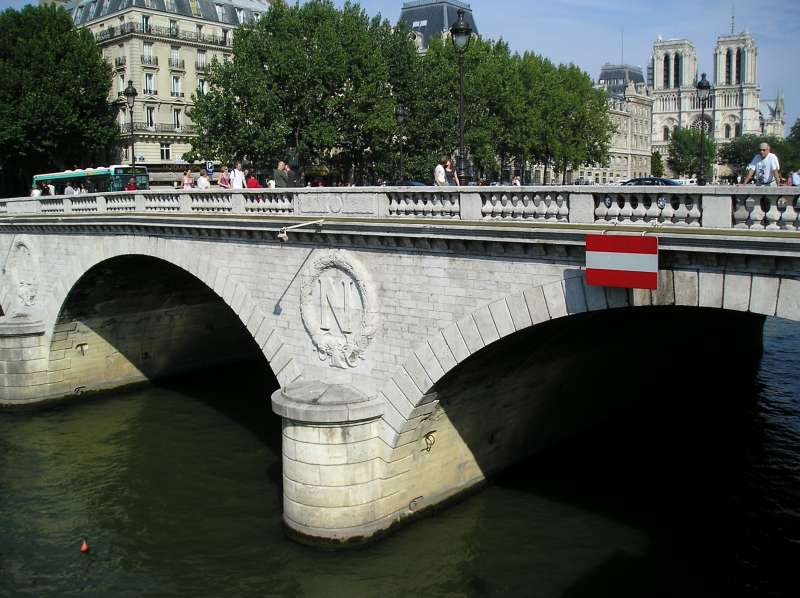
Il pont Saint-Michel con la Cattedrale di Notre Dame sullo sfondo.
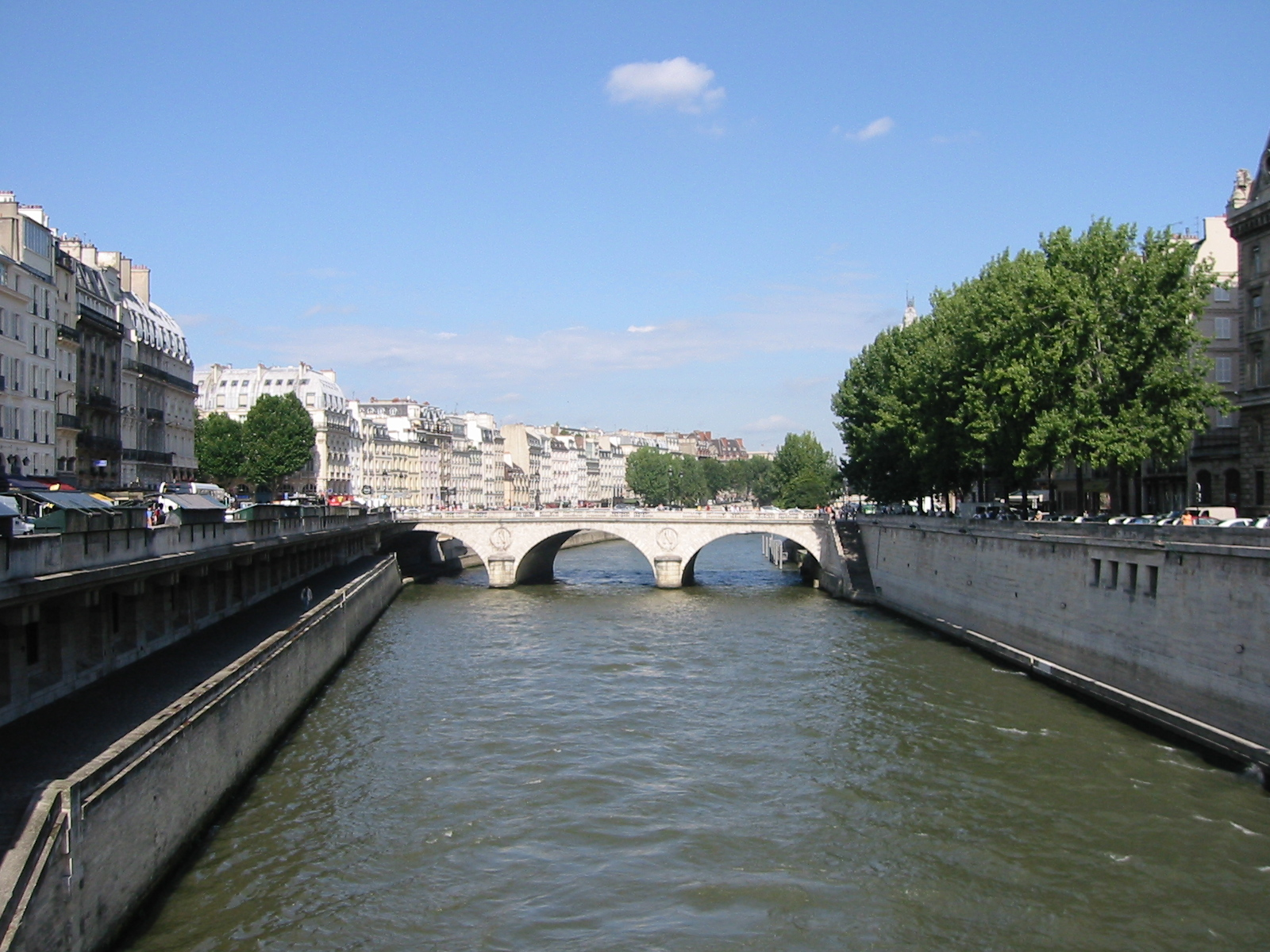
Veduta dallo Petit-Pont.
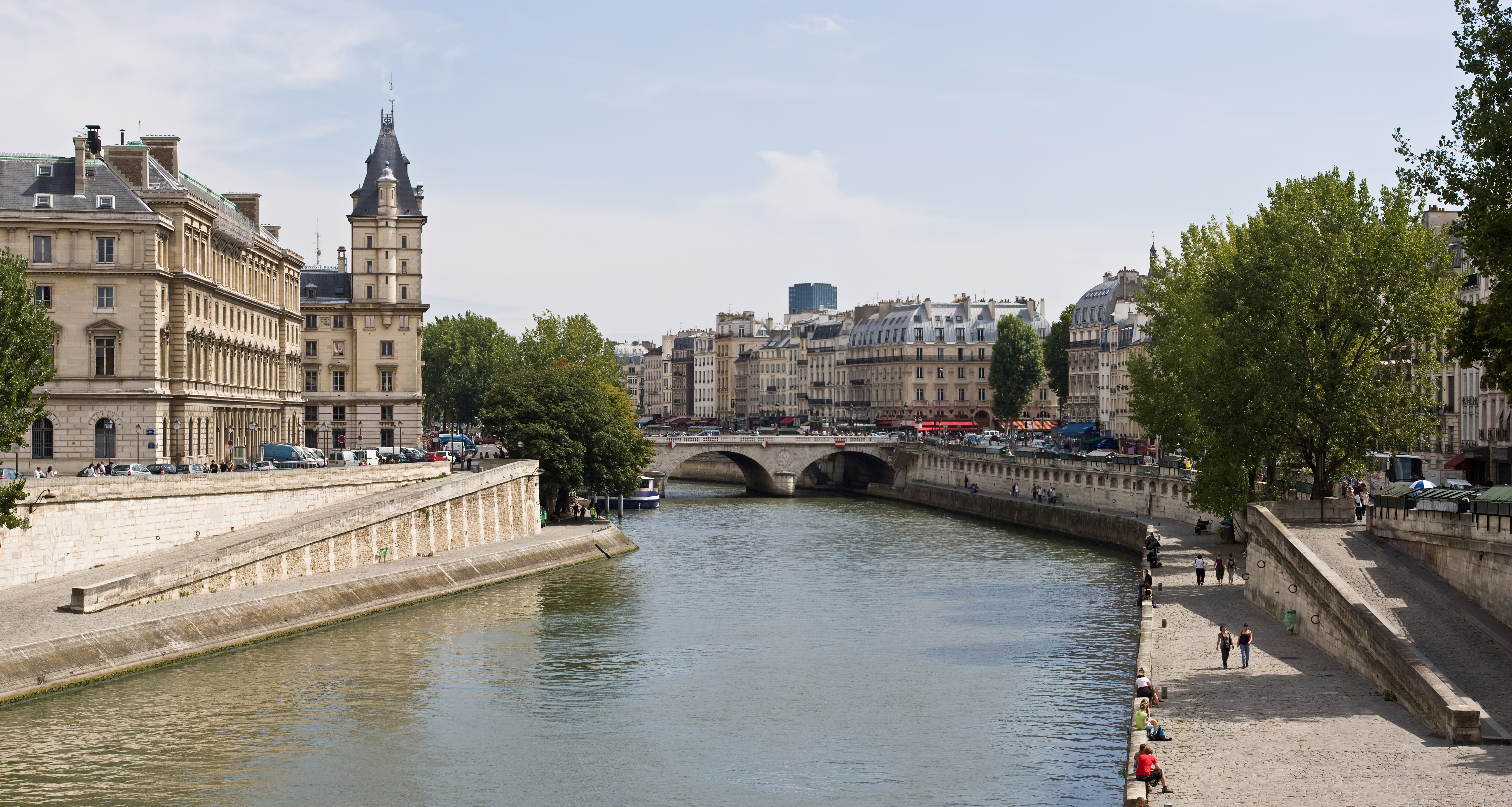
Veduta dal Pont Neuf.
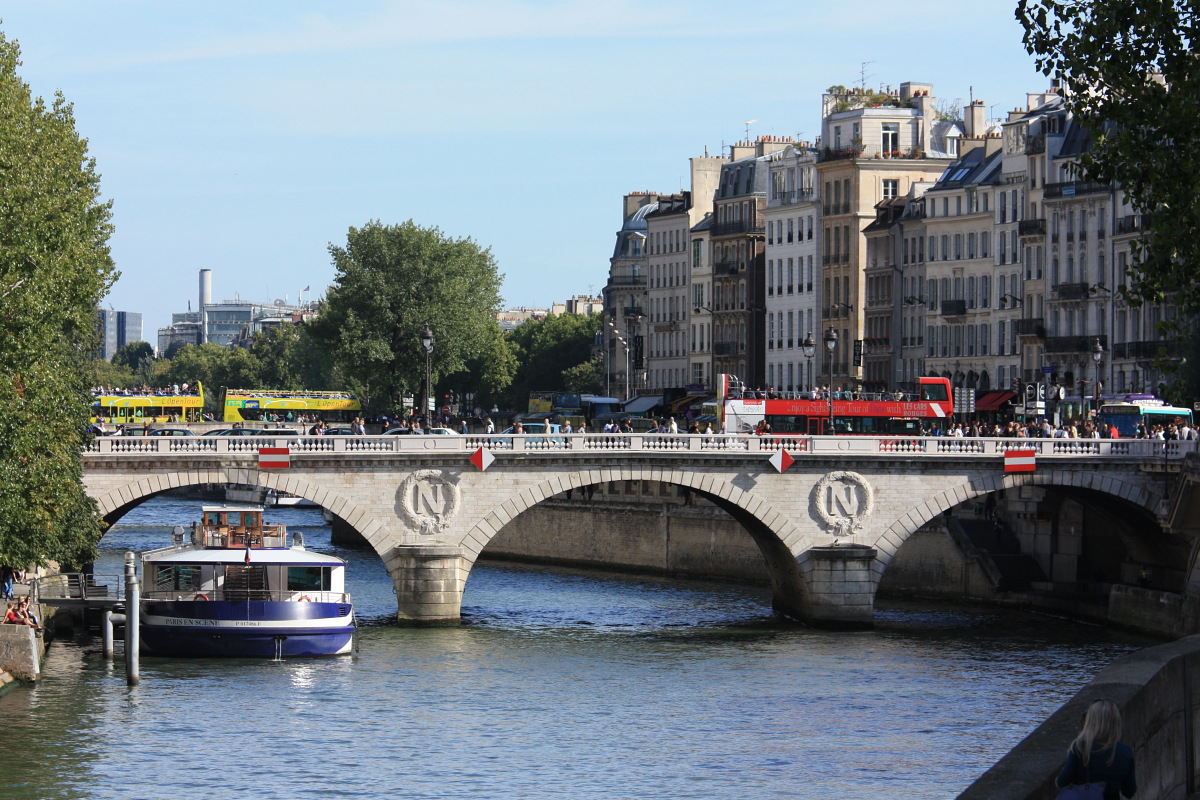
Veduta dall'Île de la Cité (quai des Orfèvres) in direzione verso monte.
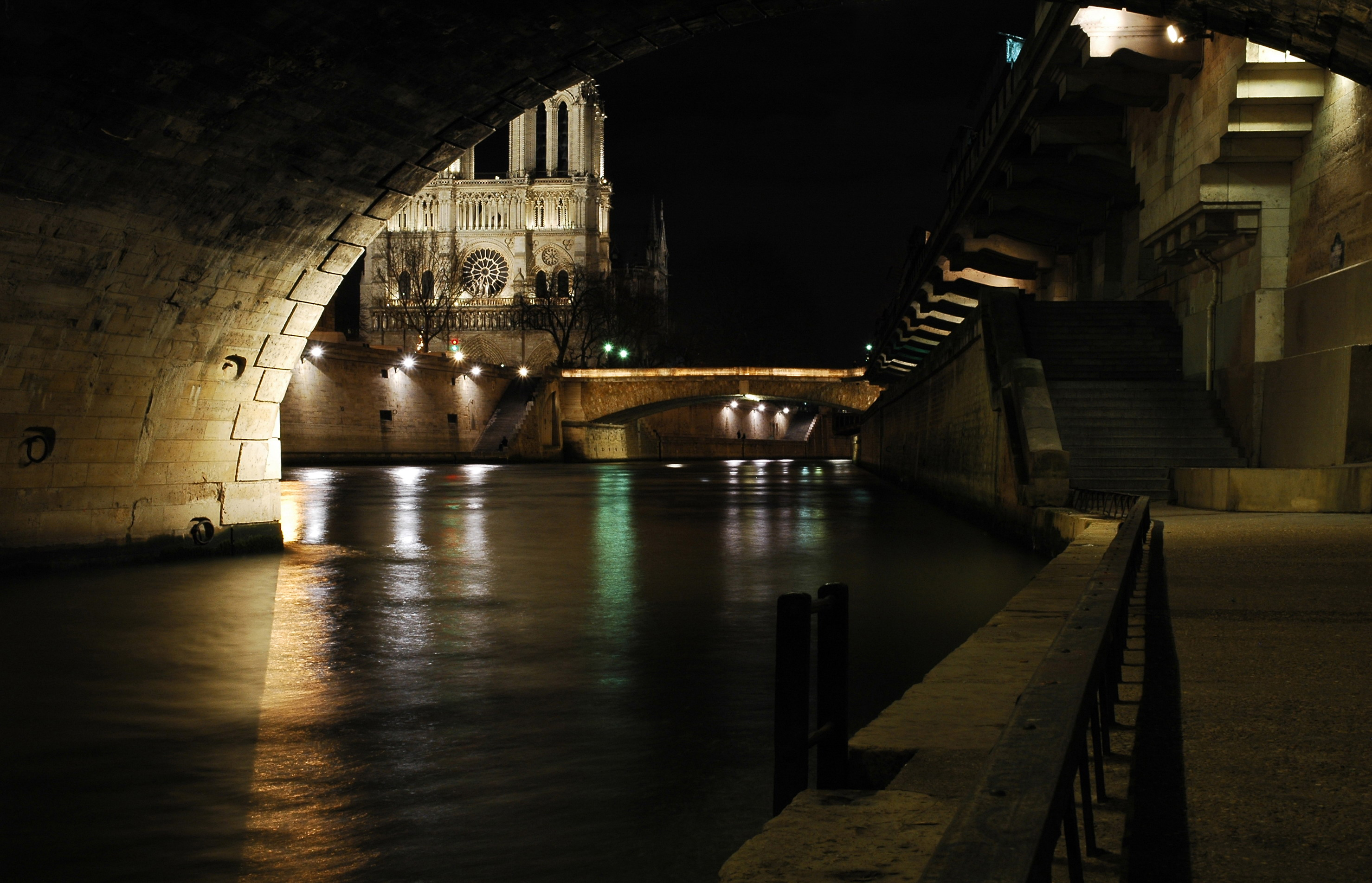
Veduta della cattedrale Cattedrale di Notre-Dame sotto il pont Saint-Michel.

## Trasporti
Il ponte Saint-Michel è accessibile tramite la linea 4 del Métro con la stazione Saint-Michel, tramite la RER, linee B e C, presso la stazione ferroviaria Gare Saint-Michel - Notre-Dame e dalle autolinee RATP n. 21, 24, 27, 38, 47, 85, 96.